# Vålerenga Ishockey
Vålerenga Ishockey je klub u hokeju na ledu iz Osla u Norveškoj.
Dijelom je športskog društva Vålerenga IF sports club.
Utemeljeno je 29. srpnja 1913.
Domaća dvorana: Jordal Amfi, nalazi se u istočnom dijelu Osla, kapaciteta 3078 mjesta za sjedenje. Sagrađena je za OI 1952.
Glavni trener u sezoni 2006/07. je Esper Knutsen.
Uspjesi:
Norveški prvaci (doigravanja) 24:  1960., 1962., 1963., 1965., 1966., 1967., 1968, 1969, 1970., 1971., 1973., 1982., 1985., 1987., 1988., 1991., 1992., 1993., 1998., 1999., 2001., 2003., 2005., 2006., 2007.
Prvaci Lige 25: 1962., 1963., 1964., 1965., 1966., 1967., 1968., 1969., 1970., 1971., 1980., 1982., 1985., 1988., 1991., 1992.,
1993., 1994., 1996., 1998., 1999., 2000., 2002., 2003., 2005.

## Postava 2006/07.
(prvaci)

- vratari
- 34 Björn Bjurling
- 31 Tommy Lund
- 50 Glenn Christer Jensen

- braniči
- 22 Magne Karlstad
- 36 Lars Erik Lund
- 40 Marius Mathisrud
- 43 Christian Chartier
- 45 Jonas Nygård
- 47 Alexander Bonsaksen
- 54 Regan Kelly

- napadači
- 21 Tommy Marthinsen
- 23 Tom André Jacobsen
- 24 Jo Magnus Hegg
- 26 Vegar Barlie
- 27 Patrick Kolsrud
- 28 Kjell Richard Nygård
- 29 David Nyström
- 30 Brede Csiszar
- 32 Lasse Fjeldstad
- 32 Kim Frydenberg
- 33 Øystein Olsen
- 35 Aleksander Nervik
- 42 Mats Knutsen
- 44 Kenneth Larsen
- 46 Mathis Olimb
- 48 Ken André Olimb
- 51 Christian Thygesen
- 52 Anders Fredriksen

## Vanjske poveznice
- Službene stranice
- "Klanen" Organizirana navijačka skupina
- "101%"  Arhivirana inačica izvorne stranice od 25. rujna 2004. (Wayback Machine) Navijački internetski časopis